# Josep Escolà
Josep Escolà Segalés est un footballeur espagnol né le 28 août 1914 à Barcelone (Catalogne, Espagne) et mort le 7 mars 1998. 
Il évoluait au poste d'attaquant et devint par la suite entraîneur.

## Carrière

### Joueur
- avant 1934 : UE Sants  Espagne
- 1934-1937 : FC Barcelone  Espagne
- 1937-1939 : FC Sète  France
- 1940-1943 : FC Barcelone  Espagne
- 1943-1944[1] : Girondins de Bordeaux  France
- 1944-1948 : FC Barcelone  Espagne

- 1931-1948 :  Catalogne (10 sélections/2 buts)
- 1941-1945 :  Espagne (2/1)

### Entraîneur
- CF Badalona  Espagne
- CE Sabadell  Espagne
- CD Castellón  Espagne
- Levante UD  Espagne